# Thunder Run
Thunder Run è un film del 1986 diretto da Gary Hudson.
È un film d'azione a sfondo thriller statunitense con Forrest Tucker, John Ireland e John Shepherd.

## Trama
Charlie Morrison è veterano della guerra di Corea ed ex camionista ora in pensione. Egli passa il suo tempo insieme al nipote in una vecchia miniera di cobalto. Quando un loro conoscente offre a Charlie 250.000 dollari per trasportare del plutonio dal Nevada ad un sito in Arizona, egli accetta e si prepara al viaggio. Egli però non sa che alcuni terroristi lo stanno osservando e si preparano ad impossessarsi del carico che trasporta con un'imboscata.

## Produzione
Il film, diretto da Gary Hudson su una sceneggiatura di Charles Davis e Carol Heyer e un soggetto Cliff Wenger (artista degli effetti speciali) e di Carol Lynn (moglie di Wenger), fu prodotto dagli stessi Lynn e Wenger per la Lynn-Davis Productions e la Panache Productions e girato in Arizona (a Bullhead City e a Oatman), e a Laughlin, Nevada, dal gennaio 1985 all'aprile 1985.

## Distribuzione
Il film fu distribuito negli Stati Uniti dal 30 maggio 1986 al cinema dalla Cannon Film Distributors.
Altre distribuzioni:
- in Germania Ovest il 14 agosto 1986 (Geheimcode Charly)
- in Portogallo il 3 settembre 1987 (Destruam o Thunder Run)
- in Grecia (Keravnos stin kafti asfalto)
- in Finlandia (Thunder Run)
- in Ungheria (Viharos futam)

## Promozione
Le tagline sono:
- "For 200 miles, the action never stops!".
- "No way out. No way through. No way left but to GO FOR IT!".